# Раймонди, Вальтер
Вальтер Раймонди (итал. Walter Raimondi; род.  Италия) — итальянский шашист играющий в итальянские шашки, чекерс и международные шашки, девятикратный чемпион Италии по международным шашкам. Гроссмейстер Италии и мастер ФМЖД по международным шашкам.
Проживает в Турине.
FMJD-Id: 10300